# Yvan Mathieu
Yvan Mathieu SM (ur. 7 marca 1961 w Quebecu) – kanadyjski duchowny katolicki, biskup pomocniczy Ottawy-Cornwall od 2022.

## Życiorys

### Prezbiterat
Święcenia kapłańskie przyjął 15 sierpnia 1987 w zgromadzeniu marystów. Był m.in. wykładowcą zakonnego seminarium w Sillery, wykładowcą Uniwersytetu Św. Pawła w Ottawie oraz dziekanem wydziału teologicznego na tejże uczelni.

### Episkopat
17 marca 2022 papież Franciszek mianował go biskupem pomocniczym archidiecezji Ottawa-Cornwall oraz biskupem tytularnym Vazari. Sakry udzielił mu 13 czerwca 2022 arcybiskup Marcel Damphousse.